# Li (Taizong)
Li, född 960, död 1004, var en kinesisk kejsarinna, gift med kejsar Song Taizong. 
Hon var dotter till general Li Chuyun och valdes ut att bli hustru av första rangen till tronföljaren av dennes bror kejsaren år 976. 
Vid makens tronbestigning 978 fick hon titeln kejserlig gemål. Hon befordrades till kejsarinna 984. Hon beskrivs som värdig, barmhärtig och generös. 
I mars 997 besteg hennes styvson tronen som kejsar Song Zhenzong. Hon hedrades med titeln änkekejsarinna av sin styvson kejsaren, som behandlade henne som sin mor i ceremoniellt avseende. Hon motsatte sig att kejsarens initiala önskan att ge titeln kejsarinnan till konkubin Liu istället för 
Guo (Zhenzong). 